# London Symphony Orchestra, Vol. 1
London Symphony Orchestra, Vol. 1 je společné album Franka Zappy a London Symphony Orchestra z roku 1983.

## Seznam skladeb
| Strana 1 | Strana 1      | Strana 1 |
| Pořadí   | Název         | Délka    |
| -------- | ------------- | -------- |
| 1.       | Sad Jane      | 10:05    |
| 2.       | Pedro's Dowry | 10:26    |
| 3.       | Envelopes     | 4:11     |

| Strana 2       | Strana 2                               | Strana 2 |
| Pořadí         | Název                                  | Délka    |
| -------------- | -------------------------------------- | -------- |
| 1.             | Mo 'n Herb's Vacation, First Movement  | 4:50     |
| 2.             | Mo 'n Herb's Vacation, Second Movement | 10:05    |
| 3.             | Mo 'n Herb's Vacation, Third Movement  | 12:56    |
| Celková délka: | Celková délka:                         | 52:33    |

## Sestava
- The London Symphony Orchestra vedená Kentem Naganem
- David Ocker – klarinet
- Chad Wackerman – bicí
- Ed Mann – perkuse